# 성사중학교 (경기)
성사중학교(星沙中學校)는 대한민국 경기도 고양시 덕양구 성사동에 있는 공립 중학교이다.

## 학교 연혁
- 2009년 1월 2일 : 성사중학교 설립 조례 공포
- 2009년 3월 1일 : 초대 최규원 교장 취임
- 2009년 3월 2일 : 제1회 입학식 (1학년 244명 6학급)
- 2010년 3월 1일 : 학급증설 15학급, 특수반 1학급
- 2011년 2월 14일 : 제1회 졸업식(3학년 23명 1학급)
- 2018년 3월 1일 : 제4대 손을종 교장 취임
- 2021년 1월 13일 : 제11회 졸업식(3학년 184명 6학급)
- 2021년 3월 2일 : 제13회 입학식(1학년 186명 6학급)

## 참고 자료
- 성사중학교 - 한국교육학술정보원 학교알리미